# Кецбая, Темури
Тему́ри (Тему́р) Кецба́я (груз. თემური ქეცბაია; род. 18 марта 1968, Гали, Абхазская АССР) — советский и грузинский футболист, полузащитник; тренер.

## Карьера
Воспитанник гальской спортшколы, тренер Ю. Библая. С 1980 по 1985 год занимался в тбилисской школе-интернате спортивного профиля.
Юношескую карьеру начал в сухумском «Динамо», где в 1986 году успел провести на поле 22 игры и забить 5 мячей. Уже в 1987 году способного юношу пригласили в главную команду Грузии — «Динамо» из Тбилиси. Из молодёжного состава он быстро перебрался в основной. В 1990 году в Грузии стали проводить свой внутренний чемпионат. Кецбая поиграл на родине до 1992 года. За это время он успел отметиться 8 голами в 54 матчах, став трёхкратным чемпионом Грузии и обладателем Кубка.
В 1992 году Кецбая уехал в кипрский «Анортосис», где за три сезона забил 36 голов в 76 матчах. Забивного полузащитника заметили в греческом АЕК, и в 1994 году, по окончании контракта, клуб заключил трёхлетнее соглашение с ним. За эти годы принял участие в 84 играх, отметившись 24 голами, и став двукратным обладателем Кубка Греции.
В 1997 году Кецбая покинул АЕК в качестве свободного агента, летом поехал на просмотр к Кенни Далглишу, в то время тренеру «Ньюкаслa». Несмотря на то, что Темури было уже 29 лет, Далглиш решил подписать с ним контракт. Менгрел показывал отличную игру, да и факт его бесплатного приобретения тоже сыграл свою роль. Дебют за новый клуб состоялся 9 августа в домашнем матче против «Шеффилд Уэнсдей», который закончился победой со счётом 2:1. В первом сезоне в Англии Кецбая был основным игроком, сыграв за клуб 39 игр, забив 4 гола. В Лиге чемпионов сыграл все 6 игр группового турнира. В Кубке Англии играл в шести играх (забил 1 гол), в том числе в проигранном «Арсеналу» финале. В Кубке лиги провёл 2 матча. Темури стал популярной фигурой среди болельщиков.
В следующем сезоне Далглиш в основном выпускал его на замену, сказывалось соперничество с Ли и Бэтти. За сезон он провёл 33 игры, забил 8 голов. В Кубке Англии снова 6 игр, но уже 3 гола. В финале Ньюкасл опять проиграл, на этот раз МЮ. В еврокубках вышел всего в одном матче. В межсезонье хотел перейти в «Кайзерслаутерн», где ему предлагали лучшие условия и место в основе, но Далглиш уговорил его остаться. В сезоне 1999/00 он снова, как правило, выходит на замены, проведя 28 игр и забив 2 гола. В Кубке УЕФА провёл 3 игры, забил софийскому ЦСКА.
Это был последний сезон Кецбая в составе «Ньюкаслa». В межсезонье его продают за $1 300 000 в «Вулверхэмптон», который играл тогда дивизионом ниже. В сезоне 2000/01 Темури отыграл 22 игры забив 3 гола. Но в команде он надолго не остался и, успев сыграть три матча за «волков» в сезоне 2001/02, за $800 000 перешёл в шотландский «Данди». В клубе он провёл 22 матча и забил 6 голов. А по окончании сезона вернулся в «Анортосис», в котором в январе 2004 года стал играющим тренером клуба. Карьеру игрока закончил в сезоне 2006/07, успев сыграть за свой последний клуб 99 матчей, забить 39 голов, стать чемпионом Кипра 2005 и обладателем Кубка Кипра 2003, 2007. В сезоне 2008/09 «Анортосис» под руководством Кецбая стал первой киприотской командой, пробившейся в групповой этап Лиги чемпионов.

## Достижения
Как игрока
Иберия
- Чемпион Грузии (3): 1990, 1991, 1992
- Обладатель Кубка Грузии: 1992

АЕК (Афины)
- Обладатель Кубка Греции (2): 1996, 1997
- Обладатель Суперкубка Греции: 1996

Анортосис
- Чемпион Кипра: 2005
- Обладатель Кубка Кипра (2): 2003, 2007

Как тренера
Анортосис
- Чемпион Кипра (2): 2005, 2008
- Обладатель Кубка Кипра: 2007
- Обладатель Суперкубка Кипра: 2007

АПОЭЛ
- Чемпион Кипра: 2015/16
- Обладатель Кубка Кипра: 2020

### Личные
- Футболист года в Грузии (2): 1990, 1997